# ليون سولومياك
ليون سولومياك (بالفرنسية: Léon Solomiac)‏، ولد عام 1873 توفي عام 1960.
نائب المندوب الفرنسي السامي في دمشق. استلم رآسة الحكومة السورية المؤقتة خلال الفترة 16 تشرين الثاني 1931 و 14 حزيران 1932.
الحاكم العام لمالي من 22 أيار 1922 إلى 30 تشرين الثاني 1933.
- الحاكم العام لبونديتشيري من آب 1934 إلى 1936.
- الحاكم العام لأفريقيا الاستوائية الفرنسية من 21 نيسان 1939 إلى 3 أيلول 1939.
- الحاكم العام للنيجر من 7 تشرين الثاني 1940 إلى 8 كانون الأول 1940.